# 1000 złotych wzór 1982 Jan Paweł II
1000 złotych wzór 1982 Jan Paweł II – okolicznościowa moneta o nominale 1000 złotych, bita w srebrze, na krążku o średnicy 31 mm, wprowadzona do obiegu 5 października 1982 r. zarządzeniem z 29 września 1982 r. (M.P. z 1982 r. nr 23, poz. 207), wycofana z dniem denominacji z 1 stycznia 1995 r., rozporządzeniem prezesa Narodowego Banku Polskiego z dnia 18 listopada 1994 r. (M.P. z 1994 r. nr 61, poz. 541).
Moneta upamiętniała drugą wizytę Jana Pawła II w Polsce. Wyemitowano ją w ramach serii tematycznej Jan Paweł II.

## Awers
W centralnym punkcie umieszczono godło – orła bez korony, po bokach orła rok „1982” albo „1983”, dookoła napis „POLSKA RZECZPOSPOLITA LUDOWA”, na dole napis „ZŁ 1000 ZŁ”, a pod łapą orła znak mennicy w Warszawie.

## Rewers
Na tej stronie monety znajduje się lewy profil Jana Pawła II w piusce, a pod spodem napis „JAN•PAWEŁ•II”.

## Nakład
Monetę bito w Mennicy Państwowej, w srebrze próby 625, na krążku o średnicy 31 mm, masie 14,5 grama, z rantem gładkim, w dwóch latach 1982 i 1983, według projektu Stanisławy Wątróbskiej-Frindt.
Nakład monety w poszczególnych latach przedstawiał się następująco:
| Rocznik           | Temat        | Nakład (sztuk) |
| ----------------- | ------------ | -------------- |
| 1000 złotych 1982 | Jan Paweł II | 803 100        |
| 1000 złotych 1983 | Jan Paweł II | 1 529 960      |

## Opis
Zarówno z emisji roku 1982, jak i 1983 zostały wyselekcjonowane monety z początku procesu bicia, a więc z połyskowym tłem i lekko matowym rysunkiem, które rozprowadzano na rynku pierwotnym w plastikowych pudełkach jako monety kolekcjonerskie. Przy monetach wyselekcjonowanych niekiedy podawana jest błędna informacja jakoby były bite stemplem lustrzanym. Jedynie w 1983 roku NBP wyemitował, w nakładzie 10 000 sztuk, monetę kolekcjonerską z takim samym rewersem i awersem, bitą stemplem lustrzanym, która charakteryzuje się wyraźnie większą matowością rysunku w porównaniu z egzemplarzami wyselekcjonowanymi.

## Powiązane monety
Prawo do emisji monet kolekcjonerskich PRL z tym samym wzorem rewersu i rysunkiem awersu otrzymała również szwajcarska mennica VALCAMBI z Balerny, która w 1982 roku wyemitowała monety 100 i 200 złotych, każda w dwóch wersjach – stemplem zwykłym i lustrzanym. Stuzłotówka i dwustuzłotówka, w wersji lustrzanej i zwykłej, były emitowane przez szwajcarską mennicę również w latach 1985 oraz 1986, w bardzo niedużych nakładach.
Dodatkowo na rynku funkcjonuje moneta z tym samym wzorem rewersu wybita przez tę samą szwajcarską mennicę, ale o nominale 10 000 złotych, również w dwóch wersjach lustrzanej i zwykłej. Monetę tę wybito jednak nieoficjalnie, gdyż nigdy nie została wprowadzona do obiegu przez Narodowy Bank Polski, nie ma więc pewności co do jej pochodzenia i nakładu.
Pozostałe monety z tym samym wzorem rewersu:

### 1982
| Nominał      | Typ              | Materiał     | Stempel   | Średnica | Masa   | Nakład (sztuk) | Mennica  | Uwagi                                               |
| ------------ | ---------------- | ------------ | --------- | -------- | ------ | -------------- | -------- | --------------------------------------------------- |
| 1000 złotych | wyselekcjonowana | srebro Ag625 | matowiony | 31 mm    | 14,5 g | ?              | Warszawa | wyselekcjonowana z emisji obiegowo-okolicznościowej |
| 100 złotych  | kolekcjonerska   | srebro Ag750 | zwykły    | 30 mm    | 14,5 g | 8700           | VALCAMBI | na wyłączność firmy zagranicznej                    |
| 100 złotych  | kolekcjonerska   | srebro Ag750 | lustrzany | 30 mm    | 14,5 g | 3750           | VALCAMBI | na wyłączność firmy zagranicznej                    |
| 200 złotych  | kolekcjonerska   | srebro Ag750 | zwykły    | 40 mm    | 28,3 g | 3000           | VALCAMBI | na wyłączność firmy zagranicznej                    |
| 200 złotych  | kolekcjonerska   | srebro Ag750 | lustrzany | 40 mm    | 28,3 g | 3650           | VALCAMBI | na wyłączność firmy zagranicznej                    |

### 1983
| Nominał      | Typ              | Materiał     | Stempel   | Średnica | Masa   | Nakład (sztuk) | Mennica  | Uwagi                                               |
| ------------ | ---------------- | ------------ | --------- | -------- | ------ | -------------- | -------- | --------------------------------------------------- |
| 1000 złotych | wyselekcjonowana | srebro Ag625 | matowiony | 31 mm    | 14,5 g | ?              | Warszawa | wyselekcjonowana z emisji obiegowo-okolicznościowej |
| 1000 złotych | kolekcjonerska   | srebro Ag625 | lustrzany | 31 mm    | 14,5 g | 10 000         | Warszawa |                                                     |

### 1985
| Nominał     | Typ            | Materiał     | Stempel   | Średnica | Masa   | Nakład (sztuk) | Mennica  | Uwagi                            |
| ----------- | -------------- | ------------ | --------- | -------- | ------ | -------------- | -------- | -------------------------------- |
| 100 złotych | kolekcjonerska | srebro Ag750 | zwykły    | 30 mm    | 14,5 g | nieznany       | VALCAMBI | na wyłączność firmy zagranicznej |
| 100 złotych | kolekcjonerska | srebro Ag750 | lustrzany | 30 mm    | 14,5 g | nieznany       | VALCAMBI | na wyłączność firmy zagranicznej |
| 200 złotych | kolekcjonerska | srebro Ag750 | zwykły    | 40 mm    | 28,3 g | nieznany       | VALCAMBI | na wyłączność firmy zagranicznej |
| 200 złotych | kolekcjonerska | srebro Ag750 | lustrzany | 40 mm    | 28,3 g | nieznany       | VALCAMBI | na wyłączność firmy zagranicznej |

### 1986
| Nominał        | Typ            | Materiał     | Stempel   | Średnica | Masa   | Nakład (sztuk) | Mennica  | Uwagi                            |
| -------------- | -------------- | ------------ | --------- | -------- | ------ | -------------- | -------- | -------------------------------- |
| 100 złotych    | kolekcjonerska | srebro Ag750 | zwykły    | 30 mm    | 14,5 g | 80             | VALCAMBI | na wyłączność firmy zagranicznej |
| 100 złotych    | kolekcjonerska | srebro Ag750 | lustrzany | 30 mm    | 14,5 g | 128            | VALCAMBI | na wyłączność firmy zagranicznej |
| 200 złotych    | kolekcjonerska | srebro Ag750 | zwykły    | 40 mm    | 28,3 g | 32             | VALCAMBI | na wyłączność firmy zagranicznej |
| 200 złotych    | kolekcjonerska | srebro Ag750 | lustrzany | 40 mm    | 28,3 g | 75             | VALCAMBI | na wyłączność firmy zagranicznej |
| 10 000 złotych | kolekcjonerska | srebro Ag750 | zwykły    | 40 mm    | 28,3 g | nieznany       | VALCAMBI | na wyłączność firmy zagranicznej |
| 10 000 złotych | kolekcjonerska | srebro Ag750 | lustrzany | 40 mm    | 28,3 g | nieznany       | VALCAMBI | na wyłączność firmy zagranicznej |

## Wersje próbne
Istnieje wersja tej monety należąca do serii próbnej w niklu, z datą 1982, z wypukłym napisem PRÓBA, wybita w nakładzie 500 sztuk.